# 平良兼
平 良兼（たいら の よしかね）は、平安時代中期の武将。平高望の二男とされ（三男とする説も）、母は高望の正室「北家藤原良方女」、兄に国香、弟に良将（将門の父）、異母弟に良文らがあり、子に公雅、公連、公元らがある。桓武平氏の中心人物。武家平氏の実質的な祖の一人とされる。従五位上、上総介。弟の良将は平将門の父。
上総国を受け付いだ高望の後継者である。

## 略歴
生年を貞観18年（876年）とする史料がある。
父・高望は寛平元年5月13日（889年6月14日）宇多天皇の勅命により臣籍降下し上総介に任じられ、昌泰元年（898年）には上総国武射郡に屋形を造営し本拠とした。高望と共に下向した良兼は高望の任期が過ぎても帰京せず、上総国に盤踞し、上総や下総に勢力を拡大、その後各地に広がる高望王流桓武平氏の基盤を固めた。
国香は、後に貞盛やその子孫が活躍したことによって後世の資料により嫡流と見做されるようになったのであって、元から嫡子であったというわけではなかった。逆に元々族長であったのは良兼であり、良兼は源護一族を含んだ「姻婭の長」として、高望の基盤（上総国）を受け継ぎ、常総を貫く内海を媒介とし、上総から下総、下野にまで勢力を広げ、関東の桓武平氏の族長として卓越していた。
甥であり聟でもある将門とはかねてから不仲であり、兄・国香が、将門と舅の源護の息子らの抗争に巻き込まれ死亡した際には不介入であったものの、将門にとっては伯父にあたる良正をも打ち破るに至って武力介入し、将門との対立の中心に立つようになる。父・国香を死に追い込んだ将門との和平路線を取る甥の貞盛を批判・説得して味方に引き入れ、下野国を目指し出陣した。承平6年（936年）6月、良正・貞盛と共に下野国境にて将門と合戦になり数では圧倒的に勝るも敗れ、下野国府に退却。国府は包囲されるも、将門は包囲の一角を解きあえて良兼を逃した。
その後源護の告状によって、将門は京に召喚され裁きを受ける事となるが、承平7年（937年）4月、朱雀天皇元服の大赦で罪を許され5月に帰国。すると同年8月6日、良兼は将門の父「良将」や「高望王」など父祖の霊像を掲げて、将門の常羽御厩を攻め、今度は将門を敗走させて常羽御厩を焼き討ちした。すぐさま兵を再編した将門に反撃されるも再びそれを退け、その際、密告のもと将門の妻子（つまり良兼の娘と孫）を捕らえ、上総に連れ帰る、だが息子の公雅や公連が手助けして9月10日に再び出奔し将門の元に戻ってしまう
その後も将門との争いが続くなか、11月5日将門の訴えに応えた朝廷により武蔵・安房・上総・常陸・下野などの国々に良兼ら追捕の官符が下ってしまう。これにより将門と良兼は公的に立場が逆転し将門は力を得て勢い付いたものの、各地の国司は官符を受けても平一族と争うことを躊躇して動くこともなく、また官符が出された国々の実質統治者は平一族当人らである為に、何の効果もなかったのではないかといわれている。良兼は12月14日（938年1月17日）将門の駈使である丈部子春丸を買収して石井の営所の内情を探り夜襲をかけるも察知され逆襲を受け敗走、これ以降良兼の勢力は衰退し、天慶2年（939年）6月に病没、没後朱雀天皇により寛朝僧正が派遣された。